# 2001년 조지 W. 부시 대통령 취임식
제43대 미국 대통령 조지 W. 부시의 취임식은 2001년 1월 20일 토요일 워싱턴 D.C.의 미국 국회의사당 서쪽 광장에서 열렸다. 이는 54번째 취임식이었으며, 조지 W. 부시의 첫 대통령 임기와 딕 체니의 부통령 임기의 시작을 알렸다. 대법원장 윌리엄 렌퀴스트는 오전 12시 1분에 대통령 취임 선서를 집행했으며, 그전에 부통령 취임 선서도 집행했다. 약 30만 명이 선서식에 참석한 것으로 추정된다. 이는 21세기와 3천년에 열린 첫 대통령 취임식이었다.
취임식 장소에서 3.1마일 떨어진 로널드 레이건 워싱턴 내셔널 공항의 정오 날씨는 기온 2 °C (36 °F), 바람 12 mph, 흐림이었다.

## 취임식 전 행사
취임식 전날 밤, 로라 부시가 주최한 미국 작가들을 위한 축하 행사가 DAR 헌법회관에서 열렸다. 취임식 전 라이브 공연은 웨인 뉴턴, 브룩스 & 던, 리키 마틴이 제공했다.
수천 명의 시위대가 워싱턴 D.C.에서 열린 취임식에 참석하여 2000년 대통령 선거의 결과와 논란이 된 상황에 항의했다. 취임식 퍼레이드 중 시위대 네 명이 체포되었고 부시의 리무진은 군중이 던진 테니스 공과 달걀에 맞았다.

## 사진
- 30분 28초에 부시가 취임 선서를 낭독하는 모습

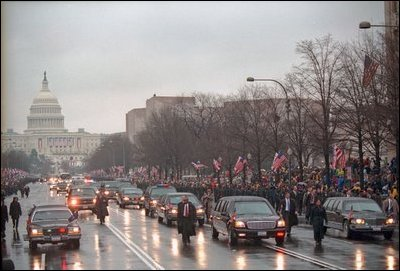
취임식 퍼레이드 중 대통령 의전 차량
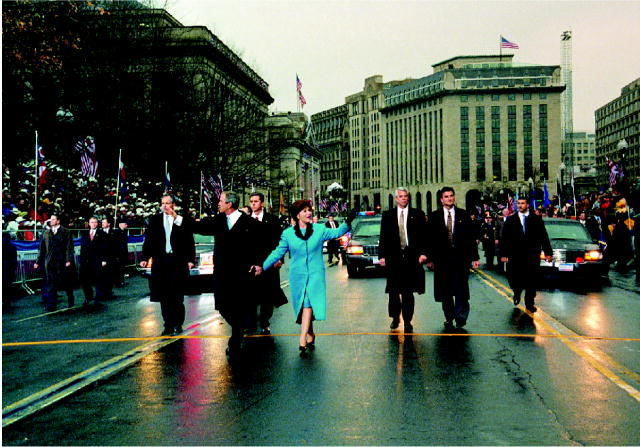
취임식 퍼레이드 중 걷고 있는 부시
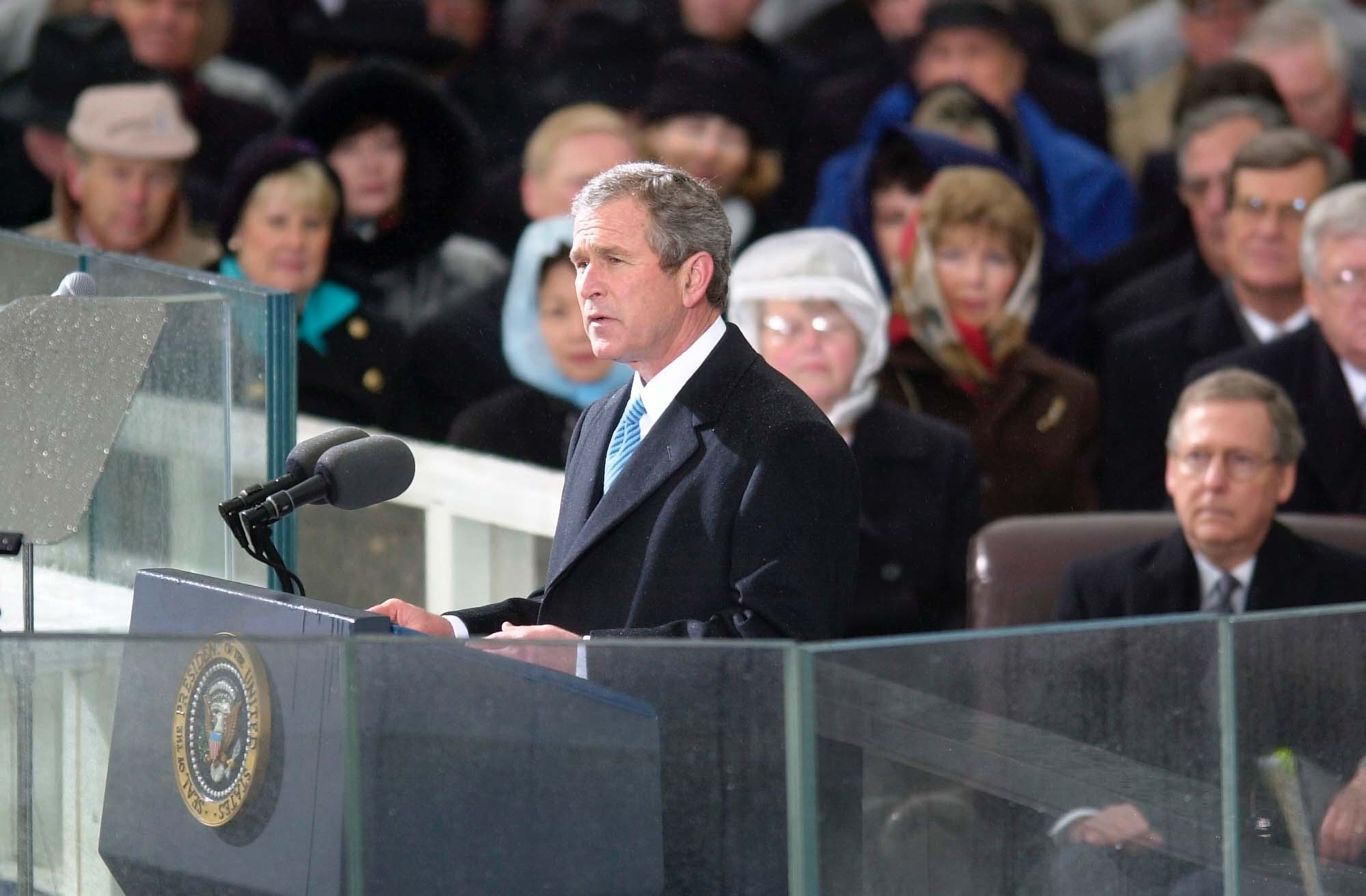
취임 연설을 하는 부시

## 같이 보기
- 조지 W. 부시 행정부
- 조지 W. 부시의 대통령직 인수
- 2005년 조지 W. 부시 대통령 취임식
- 조지 W. 부시 대통령 재임 기간 연표 (2001년)
- 2000년 미국 대통령 선거
- 조지 W. 부시 2000년 대통령 선거 운동